# Pentimento
Ett pentimento (plural pentimenti, från italienska pentirsi, att ångra sig, ändra uppfattning) avser en synlig korrigering eller omarbetning gjord i en målning, vanligtvis av konstnären själv som en del av skapandeprocessen. Ändringen kan även ha skett på begäran av en uppdragsgivare, ibland flera år efter målningens färdigställande eller rentav efter konstnärens död. Dessa justeringar kan gälla såväl enskilda detaljer som hela kompositioner, alltifrån linjer och färgval till bildelement som har flyttats eller helt avlägsnats genom att ha målats över.

## Synlighet
Enstaka pentimenti har kunnat upptäckas av ett tränat öga redan kort tid efter en målnings färdigställande. Det vanliga är dock att ett pentimento blir synligt först efter flera sekler av kemiska processer. Det kan bero på att täckfärgen från början har varit alltför tunn och med tiden blivit mer och mer genomskinlig, eller att den har krackelerat. En annan orsak kan vara att färgens bindemedel − exempelvis linolja − har kommit att utsöndras och på så sätt synliggjort konturerna av ett tidigare dolt bildelement. Många korrigeringar och omarbetningar kan även upptäckas genom avancerad belysning och fototeknik, exempelvis röntgen, UV-strålning och IR-fotografering.

## Bilder

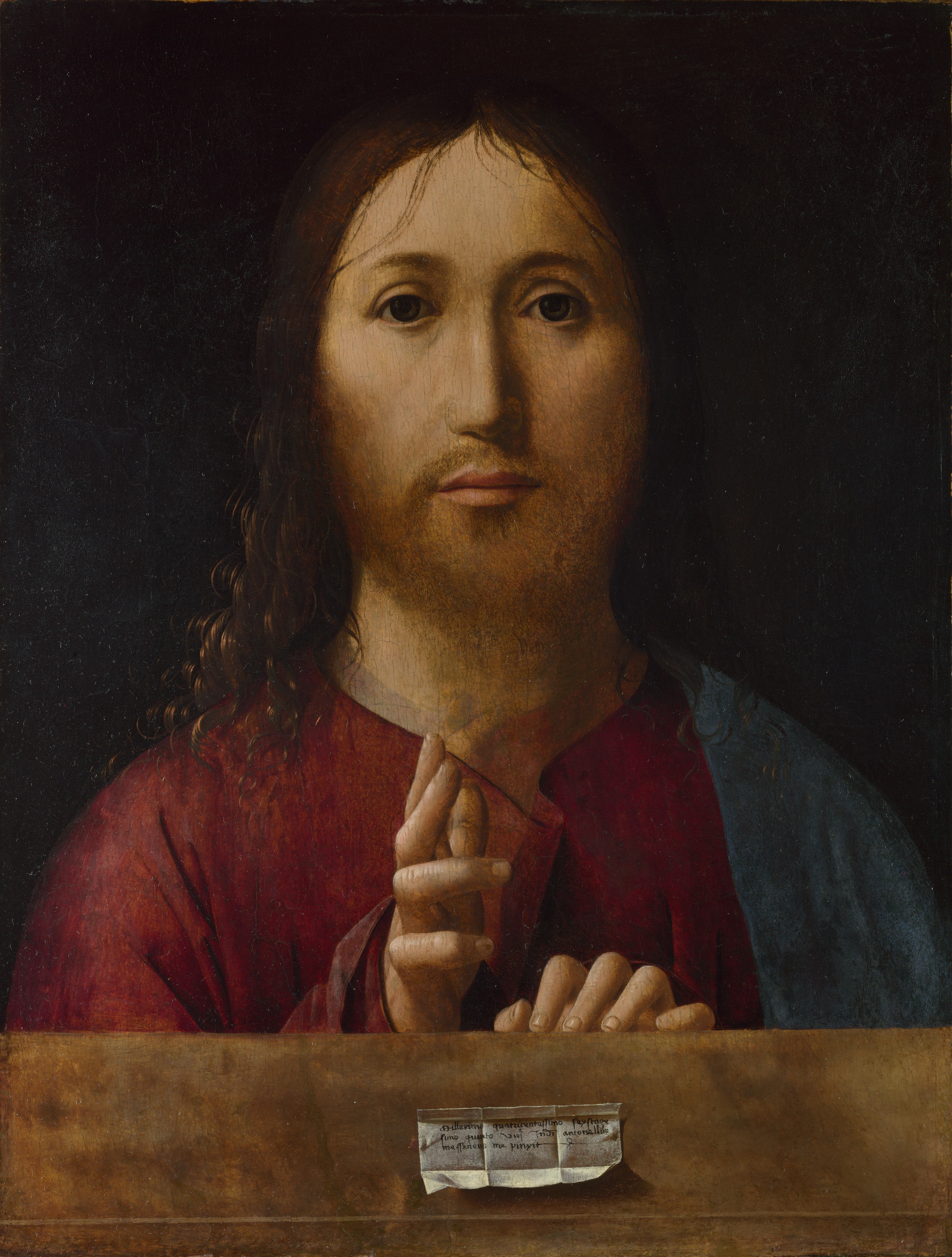
Försök med olika former och kanter i ringningen. Salvator Mundi (1465) av Antonello da Messina.
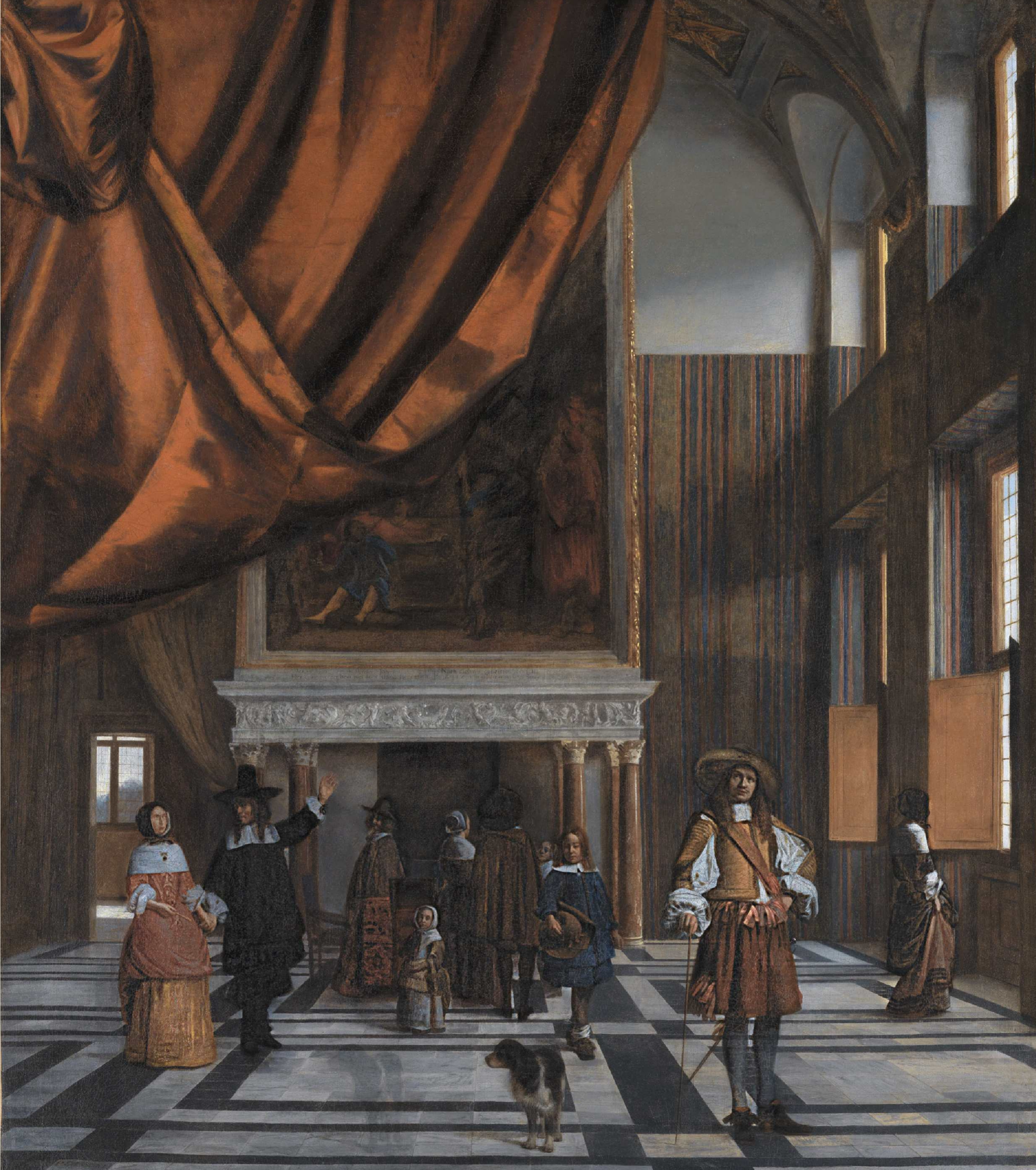
Hunden i förgrunden stod ursprungligen någon meter till vänster. Målning från 1660-talet av Pieter de Hooch.
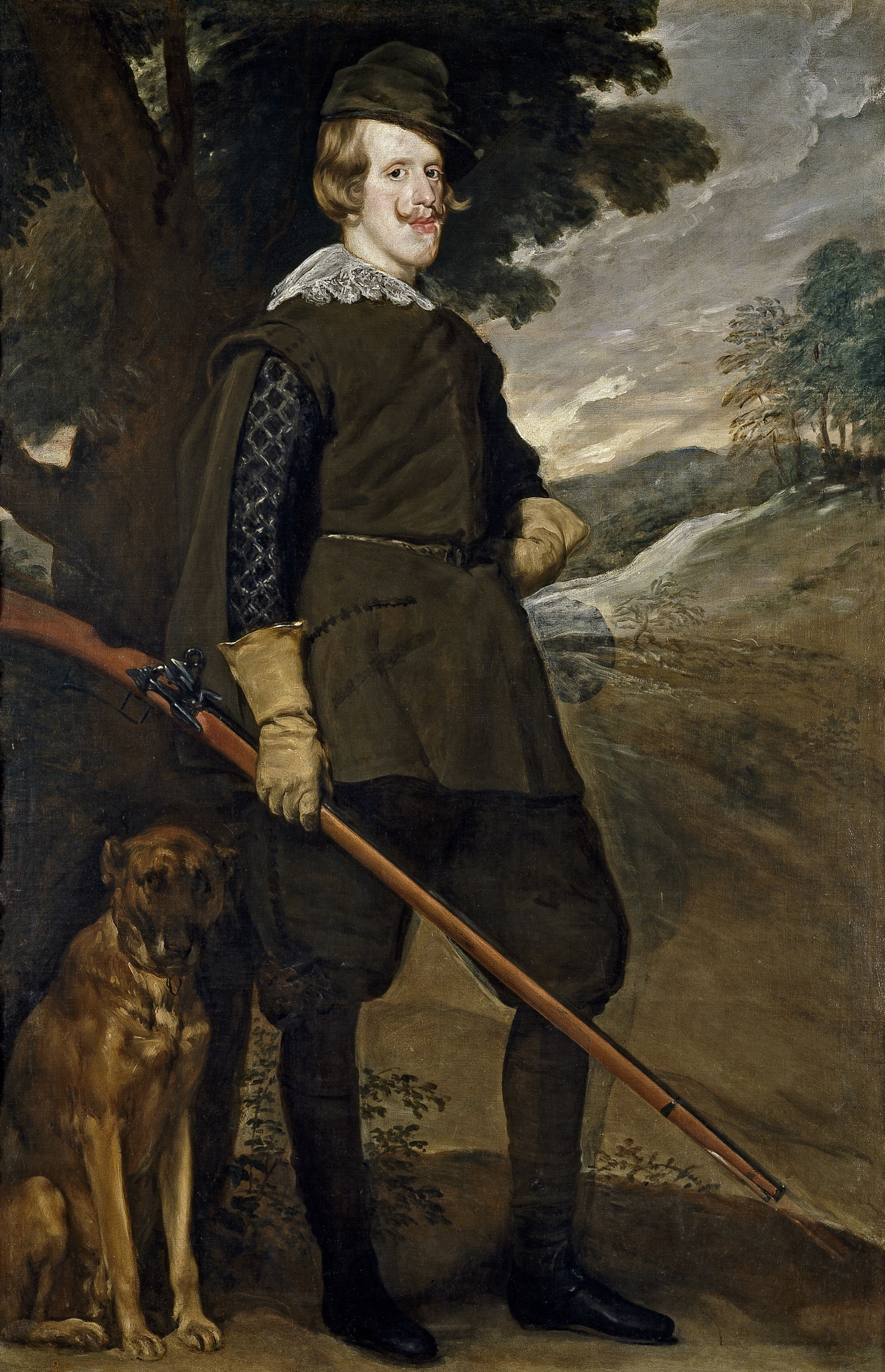
Filip IV korrigerad av Diego Velázquez: vänster ben och gevärspipa. Hatten i handen har hamnat på huvudet.
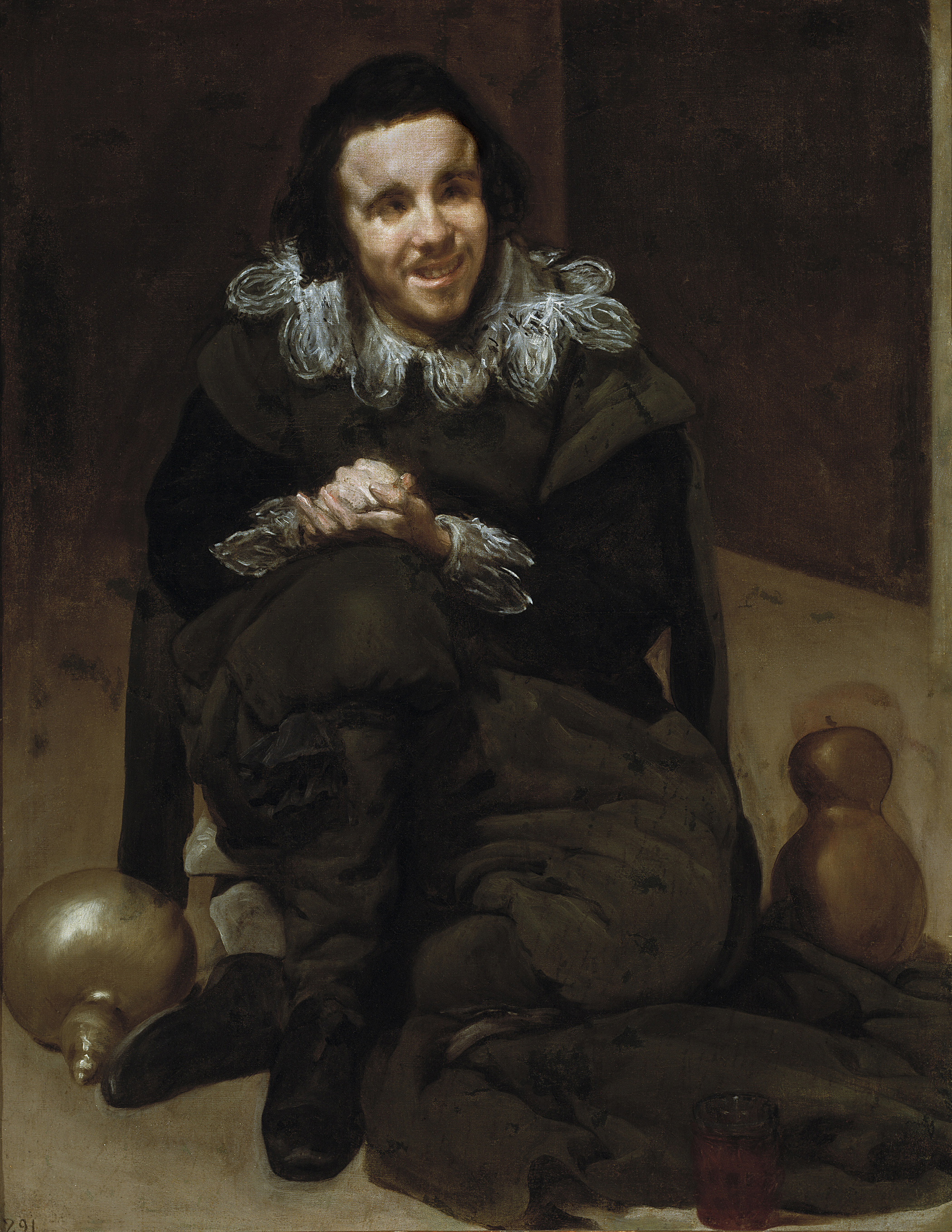
Kannan i höger bildkant har blivit en kalabass. Diego Velázquez, Narren Calabacilla, cirka 1637.